# Мотмен
Мотмен (енгл. Mothman) легендарно је створење које се наводно појављује у близини града Појнт Плезант у Западној Вирџинији.
Први пут је виђен 16. новембра 1966., када се троје људи враћало кући у ауту и наводно их је напало створење које су описали да је получовек, полуптица. Након тога су становници Појнт Плезанта почели све више пријављивати како људи виде чудно створење које сви описују исто. Једна га је жена видела у близини бивше фабрике хемикалија која је тада загађивала околину. Доста је људи помислило да су неке хемикалије направиле од обичне птице нову врсту животиње. Мотмен се појављивао до 15. децембра 1967. када се срушио Сребрни мост на којем је погинуло 46 особа. После тога више никад није пријављено да га је неко видео. Становници тог града мисле да их је он покушавао да упозори да ће се мост срушити.